# Cambarincola vitrea
Cambarincola vitrea är en ringmaskart som beskrevs av Ellis 1919. Cambarincola vitrea ingår i släktet Cambarincola och familjen Cambarincolidae. Inga underarter finns listade i Catalogue of Life.